# Ulisse Munari
| Odkryte planetoidy: 49   | Odkryte planetoidy: 49 |
| ------------------------ | ---------------------- |
| (7679) Asiago            | 15 lutego 1996         |
| (7715) Leonidarosino     | 14 lutego 1996         |
| (7794) Sanvito           | 14 lutego 1996         |
| (7847) Mattiaorsi        | 14 lutego 1996         |
| (7900) Portule           | 14 lutego 1996         |
| (8925) Boattini          | 4 grudnia 1996         |
| (8944) Ortigara          | 30 stycznia 1997       |
| (9425) Marconcini        | 14 lutego 1996         |
| (9426) Aliante           | 14 lutego 1996         |
| (9427) Righini           | 14 lutego 1996         |
| (9897) Malerba           | 14 lutego 1996         |
| (10176) Gaiavettori      | 14 lutego 1996         |
| (10198) Pinelli          | 6 grudnia 1996         |
| (11348) Allegra          | 30 stycznia 1997       |
| (12033) Anselmo          | 31 stycznia 1997       |
| (12433) Barbieri         | 15 stycznia 1996       |
| (12811) Rigonistern      | 14 lutego 1996         |
| (12812) Cioni            | 14 lutego 1996         |
| (12813) Paolapaolini     | 14 lutego 1996         |
| (12814) Vittorio         | 13 lutego 1996         |
| (13174) Timossi          | 14 lutego 1996         |
| (13638) Fiorenza         | 14 lutego 1996         |
| (14061) Nagincox         | 13 lutego 1996         |
| (14062) Cremaschini      | 14 lutego 1996         |
| (14947) Luigibussolino   | 15 stycznia 1996       |
| (15005) Guerriero        | 7 grudnia 1997         |
| (15375) Laetitiafoglia   | 30 stycznia 1997       |
| (15853) Benedettafoglia  | 16 stycznia 1996       |
| (15855) Mariasalvatore   | 14 lutego 1996         |
| (20195) Mariovinci       | 30 stycznia 1997       |
| (23608) Alpiapuane       | 15 stycznia 1996       |
| (24857) Sperello         | 15 stycznia 1996       |
| (27094) Salgari          | 25 października 1998   |
| (27095) Girardiwanda     | 25 października 1998   |
| (27923) Dimitribartolini | 4 grudnia 1996         |
| (29363) Ghigabartolini   | 14 lutego 1996         |
| (29547) Yurimazzanti     | 25 stycznia 1998       |
| (31091) Bettiventicinque | 30 stycznia 1997       |
| (35444) Giuliamarconcini | 25 stycznia 1998       |
| (35465) Emilianoricci    | 27 lutego 1998         |
| (37835) Darioconsigli    | 25 stycznia 1998       |
| (37836) Simoneterreni    | 25 stycznia 1998       |
| (42775) Bianchini        | 26 października 1998   |
| (43923) Cosimonoccioli   | 14 lutego 1996         |
| (46701) Interrante       | 7 lutego 1997          |
| (85368) Elisabettacioni  | 14 lutego 1996         |
| (85515) 1997 UT24        | 26 października 1997   |
| (118233) Gfrancoferrini  | 30 stycznia 1997       |
| (136848) Kevanpooler     | 25 stycznia 1998       |
| 1. 2.                    |                        |

Ulisse Munari (ur. w 1960) – włoski astronom.
Jest profesorem astronomii na Uniwersytecie w Padwie. Pracuje w Asiago Observatory.
Jest współodkrywcą 49 planetoid. W uznaniu jego pracy jedną z planetoid nazwano (7599) Munari.